# Поводырь (фильм, 2001)
«Поводырь» — белорусский кинофильм 2001 года, снятый режиссёром Александром Ефремовым. Лирическая комедия.
Детям до 12 лет просмотр фильма разрешён в сопровождении родителей.

## Сюжет
Жил на свете студент Артём, и был у него любимец — пёс Мальчик породы ротвейлер. Однажды, когда Артём гулял с Мальчиком, они увидели, что трое хулиганов били одного парня, и угодили в драку. Побитый ретировался, а милиционеры задержали всех и всем дали по 15 суток. Капитан милиции дал Артёму несколько часов, чтобы пристроить пса, но знакомые боялись его брать. Единственная, кто согласилась, была Саша, с которой они познакомились случайно, и пёс её слушается и охраняет. Через 15 суток Артём приходит за Мальчиком и узнаёт, что Саша ослепла год назад. Перед ним встаёт выбор: или забрать пса и уйти, или остаться и помочь. А может, получится найти врача, который вернёт Саше зрение?

## В ролях
- Валерия Арланова — Саша
- Пётр Юрченков мл. — Артем
- Ротвейлер Ульф-Ричард — пёс Мальчик
- Александр Кашперов — капитан милиции
- Анатолий Кот — Толя, врач-офтальмолог
- Анжела Кораблева — мать Саши
- Виктор Манаев — Николай
- Джемал Тетруашвили — Миша
- Вера Полякова — Лена Козюлик
- Олег Акулич — Артур, пьяница в КПЗ
- Нина Розанцева — эпизод
- Анатолий Котенёв — эпизод
- Александр Ефремов — мужчина в туалете (нет в титрах)

## Съёмочная группа
- Режиссёр-постановщик — Александр Ефремов
- Автор сценария — Александр Качан, Александр Ефремов
- Оператор-постановщик — Александр Рудь
- Звукорежиссёр — Сергей Чупров
- Композитор — Валерий Иванов, Андрей Леденёв

## Фестивали и награды
- исполнители главных ролей белорусские актеры В.Арланова и П.Юрченков-младший отмечены призами на кинофестивале «Бригантина» (Бердянск, 2001)
- режиссёр А.Ефремов награжден специальной премией Президента Республики Беларусь за кинофильм «Поводырь» в 2001 году
- приз зрительских симпатий на Международном кинофоруме «Золотой Витязь» (Москва, 2002)
- приз «За верность нравственным идеалам в киноискусстве» кинофестиваля «Листопад» (Минск, 2003)
- приз «За лучший художественный фильм» международного фестиваля детского и молодежного видео «Хрустальный аист» (Брест-2003)